# Gran Premio di Gran Bretagna 2023
Il Gran Premio di Gran Bretagna 2023 è stata la decima prova della stagione 2023 del campionato mondiale di Formula 1. La gara si è corsa domenica 9 luglio sul circuito di Silverstone ed è stata vinta dall'olandese Max Verstappen su Red Bull Racing-Honda RBPT, al quarantatreesimo successo in carriera; Verstappen ha preceduto all'arrivo il britannico Lando Norris su McLaren-Mercedes e il connazionale Lewis Hamilton su Mercedes.
Per Max Verstappen è l'ottavo hat trick (pole position, giro veloce e vittoria), dopo il precedente Gran Premio d'Austria, in carriera in Formula 1. All'intero weekend di gara hanno assistito 480 000 spettatori, nuovo record per il Gran Premio di Gran Bretagna sul circuito di Silverstone. Il precedente primato apparteneva all'edizione precedente del 2022, caratterizzata da una presenza di 400 000 spettatori nel fine settimana.

## Vigilia

### Sviluppi futuri
La Federazione ufficializza il calendario per la stagione successiva. Esso sarà caratterizzato da 24 appuntamenti, due in più rispetto al calendario della stagione corrente, numero record della storia della Formula 1 e il massimo consentito dal Patto della Concordia. Il calendario presenterà un appuntamento aggiuntivo rispetto al calendario inizialmente previsto del 2022, poi stabilitosi a 22 Gran Premi, e lo stesso numero delle prove inizialmente previste per la stagione dell'anno corrente, poi accorciata nuovamente a 22. Il campionato inizierà prima dell'attuale calendario, il 2 marzo con il Gran Premio del Bahrein, per concludersi dopo, l'8 dicembre col tradizionale Gran Premio di Abu Dhabi. Il Gran Premio del Giappone viene posto in aprile, succeduto dal Gran Premio di Cina, che farà ritorno dopo non essere stato disputato nelle ultime quattro stagioni a causa delle problematiche dettate dalla pandemia di COVID-19. Il Gran Premio del Canada viene invertito col Gran Premio d'Austria, il Gran Premio d'Azerbaigian viene collocato a settembre, mentre il Gran Premio del Qatar viene posto come penultima prova. Il Gran Premio dell'Emilia Romagna è nuovamente previsto dopo la mancata disputa in questa stagione per l'ondata eccezionale di maltempo che ha colpito la zona adiacente il circuito. Le gare dei Gran Premi del Bahrein e d'Arabia Saudita si terranno al sabato, per rispetto al Ramadan. Per la prima volta dalla stagione 1982 il mondiale inizia con una gara corsa in questo giorno, e sempre dalla stessa stagione, il calendario comprende tre gare da disputarsi in questa giornata.
Le motivazioni per cui il Gran Premio del Giappone sia stato posizionato ad aprile, così come l'appuntamento azero a settembre, sono da ricercarsi nel tentativo della Federazione di regionalizzare i vari eventi e di rendere più sostenibile la logistica: l'evento giapponese è infatti posizionato tra il Gran Premio d'Australia e il già citato Gran Premio di Cina rendendo possibili tre gare consecutive nell'area dell'Oceano Pacifico, mentre il riposizionamento del Gran Premio d'Azerbaigian renderà possibile una sfilza di sette gare da correre consecutivamente nel continente europeo. Il Gran Premio di Miami e il Gran Premio del Canada rimangono, però, scollegati, rendendo così necessaria una doppia trasferta oltreoceano ravvicinata. Il calendario vedrà l'attuarsi di tre trittici di gare: i Gran Premi di Spagna, Austria e Gran Bretagna, la trasferta americana composta dai Gran Premi degli Stati Uniti, Città del Messico e San Paolo, e i Gran Premi di Las Vegas, Qatar e Abu Dhabi. Gli ultimi due trittici sono consecutivi e separati da due settimane. Il Gran Premio degli Stati Uniti d'America è preceduto da una pausa di tre settimane, la stessa lunghezza della sosta estiva che verrà posizionata, come nel campionato corrente, dopo il Gran Premio del Belgio. I test pre-campionato sono confermati in Bahrain, e saranno sempre spalmati su tre sole giornate, dal 21 al 23 febbraio.
Il Gran Premio di Russia era sotto contratto per figurare nel calendario del 2024, ma l'accordo per le future edizioni fu terminato nella stagione precedente a seguito dell'invasione russa dell'Ucraina.

### Aspetti tecnici
Per questo Gran Premio la Pirelli, fornitore unico degli pneumatici, offre, alla luce delle caratteristiche tecniche del circuito, la scelta tra gomme di mescola C1, C2 e C3, la tipologia di pneumatici che caratterizza la gamma centrale del genere di coperture messe a disposizione dall'azienda italiana. Fin dall'edizione 2019 del Gran Premio, l'azienda ha sempre stabilito la stessa tipologia di pneumatici per questo appuntamento. Essa viene stabilita per la terza volta in stagione, la prima dal Gran Premio di Spagna. La Pirelli nomina anche gli pneumatici per i successivi Gran Premi di Ungheria e Belgio.
La Federazione stabilisce le due tradizionali zone dove può essere utilizzato il DRS, in uso dalla stagione 2011 quando il dispositivo mobile fu introdotto nella categoria. La prima zona è posta tra la curva 5 e la curva 6, con detection point fissato prima della curva 3. La seconda zona è posta tra la curva 14 e la curva 15, con punto per le determinazione del distacco fra piloti stabilito alla curva 11. Il circuito di Silverstone, durante la sola edizione 2018 del Gran Premio di Gran Bretagna, fu uno dei pochi circuiti in calendario a figurare tre zone per l'utilizzo dell'alettone mobile posteriore. La zona aggiuntiva fu posta sul rettilineo principale di partenza. La scelta fu tuttavia oggetto di dibattito, in quanto consentì ai piloti di tenere aperto il meccanismo nelle prime due curve, cosa che però non portò reali vantaggi, in termini di velocità, in quanto il minor carico aerodinamico con cui si affronta la prima curva rese difficile la percorrenza della seconda. Per motivi di sicurezza, a partire dall'edizione successiva della gara, la zona fu rimossa. La Federazione ha anche analizzato le zone del DRS durante il 2022, introducendo cambiamenti per il 2023 al fine di facilitare i sorpassi o renderli più difficili in alcuni circuiti in cui si riteneva che la zona in cui utilizzare il dispositivo mobile fosse troppo facile o difficile al fine di effettuare un sorpasso. Il circuito di Silverstone non rientra tra i tracciati oggetto di queste modifiche.
Rispetto all'edizione del 2022, il circuito è caratterizzato da alcune modifiche. La ghiaia presente nella via di fuga della curva 1 è stata sostituita con una sezione in asfalto dalle misure 40x40 metri. Tra la curva 5 e la curva 6 sul lato sinistro sono stati posizionati nuovi muri di cemento con recinzioni per detriti. Alla curva 6 e alla curva 9 le barriere di protezione sono state sostituite con nuovi pneumatici, compresi di nuovi nastri trasportatori. Alla curva 7 sul lato sinistro la sezione di ghiaia è stata ridotta di cinque metri, mentre quella della curva 15 è stata estesa di otto su una lunghezza di circa 120 metri. Tra la curva 13 e la curva 14 sul lato sinistro le barriere di protezione sono state riallineate per una lunghezza di circa 260 metri. Nuovo asfalto è presente sulla sinistra all'uscita della curva 14 che si connette sul rettilineo fino alla curva 15. Alla curva 16 il cordolo sul lato sinistro è stato ridotto di cinque metri.
Prima dell'inizio della prima sessione di prove libere del venerdì, la Federazione stabilisce che se i piloti non percorrono correttamente l'uscita della curva 18 quest'ultimi vedono il loro tempo su giro e immediatamente quello successivo cancellato dalla direzione gara. Sulla vettura di Max Verstappen, Sergio Pérez, George Russell e Nyck de Vries viene installata la terza unità relativa al motore a combustione interna, al turbocompressore, all'MGU-H e MGU-K. La quarta unità dei primi tre componenti viene installata sulla vettura di Nico Hülkenberg. Sulla vettura di Verstappen, Pérez, Russell e De Vries viene installata la quarta unità relativa all'impianto di scarico, e la quinta unità dello stesso componente sulla vettura di Hülkenberg. Tutti i piloti non sono penalizzati sulla griglia di partenza in quanto i nuovi componenti installati rientrano tra quelli utilizzabili nel numero massimo stabilito dal regolamento tecnico. La terza scatola del cambio e la seconda trasmissione viene installata sulla vettura di Pérez, e la quarta unità degli stessi componenti sulla vettura di Hülkenberg. Entrambi i piloti non sono penalizzati sulla griglia di partenza in quanto i nuovi componenti installati rientrano tra quelli utilizzabili nel numero massimo stabilito dal regolamento tecnico.
Prima delle qualifiche, la direzione gara comunica la disponibilità di un set aggiuntivo di pneumatici intermedi, secondo le previsioni meteo.

### Aspetti sportivi
Il Gran Premio rappresenta il decimo appuntamento stagionale a distanza di una settimana dalla disputa del Gran Premio d'Austria, nona gara del campionato. Per la terza volta in stagione, il mondiale prevede la disputa di una prova a distanza di una settimana dall'altra. Il campionato va di scena ancora in Europa con il quarto appuntamento complessivo della stagione previsto nel vecchio continente, il secondo consecutivo. Il Gran Premio di Gran Bretagna è la seconda di quattro prove totali calendarizzate nel mese di luglio, fino a prima della pausa estiva, e la decima prova della stagione, come nel campionato precedente. Il mondiale disputa una gara sulla tipologia di tracciato permanente per il secondo weekend di gara consecutivo. Il contratto per la disputa del Gran Premio di Gran Bretagna nel calendario del campionato mondiale di Formula 1, sempre sul circuito di Silverstone, ha una valenza fino alla stagione successiva. Sponsor del Gran Premio per questa edizione è, per la prima volta, la compagnia nazionale saudita di idrocarburi Aramco. A differenza del calendario 2022, il Gran Premio di Gran Bretagna viene collocato dopo di quello d'Austria, come l'ultima volta accaduto nel 2021. A questa edizione assistono 480 000 spettatori nel corso del weekend di gara, il quale rappresenta il record assoluto per il Gran Premio. Il precedente primato apparteneva all'edizione precedente del 2022, caratterizzata da 400 000 spettatori nel fine settimana.
Presente nel calendario del campionato mondiale di Formula 1 fin dall'edizione inaugurale del 1950 e valido quale prova della categoria dallo stesso anno, il Gran Premio di Gran Bretagna, insieme a quelli di Monaco, Svizzera, Belgio, Francia e Italia, compresa un'edizione della 500 Miglia di Indianapolis valida per il mondiale, fu una delle prove che caratterizzò il calendario dell'edizione inaugurale del mondiale di Formula 1. Il Gran Premio è l'unico, insieme a quello d'Italia, ad essere stato presente nel calendario del campionato mondiale fin dalla prima stagione del 1950. Esso vede la sua disputa nel calendario della stagione nel tradizionale mese di luglio, per la sua settantottesima edizione, la settantaquattresima valida per il mondiale. Sul circuito di Silverstone, sede attuale della gara, ebbe luogo il 13 maggio 1950 il primo Gran Premio di Formula 1 della storia, vinto dal pilota italiano Nino Farina su Alfa Romeo. Il circuito ha ospitato il maggior numero di edizioni del Gran Premio, 57, su dieci diverse configurazioni, la cui la più recente uso dalla stagione 2011, ed è dietro solo all'Autodromo nazionale di Monza con 72, sede del Gran Premio d'Italia, e al circuito di Monaco con 69, sede del Gran Premio omonimo, per maggior numero di edizioni disputate. Nella stagione 2020, condizionata dalle problematiche dettate dalla pandemia di COVID-19, il circuito di Silverstone ospitò, oltre al tradizionale Gran Premio di Gran Bretagna, anche il Gran Premio del 70º Anniversario, aggiunto al calendario in sostituzione di altri numerosi Gran Premi annullati in precedenza a causa dell'emergenza sanitaria. Esso festeggia il settantacinquesimo anniversario dalla prima gara ospitata nel 1948, vinta dall'italiano Luigi Villoresi su Maserati. Il Gran Premio di Gran Bretagna è stato corso anche in due altre località: il circuito di Aintree ha ospitato cinque edizioni della gara tra il 1955 e il 1962, mentre quello di Brands Hatch dodici edizioni, alternandosi a quello attuale di Silverstone tra il 1964 e il 1986. Nella stagione 2021 il Gran Premio diviene il primo nella storia del campionato mondiale in cui avviene la sperimentazione di un nuovo formato del weekend di gara con il debutto della Qualifica Sprint, ridenominata in Sprint a partire dalla stagione seguente, utilizzata per stabilire la griglia di partenza del Gran Premio. La Gran Bretagna ha anche ospitato tre edizioni del soppresso Gran Premio d'Europa, nel 1983 e 1985 sul circuito di Brands Hatch e nel 1993 sul circuito di Donington Park, al terzo posto generale tra i Paesi ad aver ospitato il maggior numero di Gran Premi nella storia della categoria, con 77, su tre diverse denominazioni.
Alla vigilia del Gran Premio dell'Emilia-Romagna, poi annullato, la Pirelli, fornitore unico degli pneumatici, annuncia l'introduzione di nuove coperture che vedono il loro debutto in questa gara. La nuova specifica contiene materiali già sviluppati per il 2024 e che li rendono più resistenti, senza influire sugli altri parametri tecnici. Le squadre hanno già provato due set aggiuntivi di gomme dure nelle prime due sessioni di prove libere del Gran Premio di Spagna. La Federazione annuncia che, nel Gran Premio d'Ungheria in programma a fine mese e nel Gran Premio d'Italia da disputarsi a inizio settembre, l'uso degli pneumatici nelle qualifiche sarà di dure in Q1, di medie in Q2 e di morbide in Q3, con clima asciutto. Con l'intenzione di rendere l'uso degli pneumatici più sostenibile in futuro, la categoria testa una riduzione dei set di pneumatici assegnati da 13 a 11 in questi due appuntamenti. Inizialmente una delle due gare scelte fu il Gran Premio dell'Emilia-Romagna, prima del suo annullamento.
La scuderia locale Williams corre con una livrea speciale per celebrare il traguardo dell'ottocentesimo Gran Premio, che avviene in quello successivo in Ungheria. La livrea utilizzata appare in questo appuntamento, poiché doveva inizialmente essere il loro speciale traguardo prima dell'annullamento del Gran Premio dell'Emilia-Romagna. La livrea presenta uno speciale emblema sportivo a Budapest. Essa rende omaggio alla loro eredità britannica e al loro fondatore, Sir Frank Williams. Anche un altro costruttore della stessa nazionalità, la McLaren, disputa l'appuntamento con una speciale livrea, cromata. Essa è stata usata dal 2006 al 2014 ed è stata protagonista dell'ultimo trionfo del costruttore, il titolo piloti del 2008 con Lewis Hamilton. La livrea fa parte delle celebrazioni in corso per il sessantesimo anniversario della squadra, che ha visto il team di Formula 1 già gareggiare con altre livree storiche, come nel Gran Premio di Monaco, in particolare per commemorare l'iconica Triple Crown, riconoscimento assegnato per le vittorie nel Gran Premio di Monaco, nella 500 Miglia di Indianapolis e nella 24 Ore di Le Mans. Anche il terzo costruttore locale del campionato, l'Aston Martin, gareggia con una livrea leggermente modificata nei propri colori, forte della nuova sponsorizzazione con Valvoline, azienda statunitense che produce e distribuisce additivi chimici.
L'ex pilota di Formula 1, il britannico Derek Warwick, è nominato commissario aggiunto per la gara. Ha svolto già in passato tale funzione, l'ultima al Gran Premio di Spagna. È la casa automobilistica tedesca Mercedes, come nella gara precedente, a fornire la safety car e la medical car.

## Prove

### Resoconto
Prima dell'inizio della prima sessione di prove libere del venerdì, Lewis Hamilton viene convocato dai commissari sportivi per la partecipazione tardiva alla conferenza stampa della giornata del giovedì. La squadra tedesca del pilota britannico, la Mercedes, riceve una reprimenda.
Verstappen è il solo pilota a chiudere un giro, nella prima sessione di prove libere, in meno di un minuto e trenta secondi. Il campione del mondo ha preceduto di quattro decimi il compagno di scuderia Pérez che, a sua volta, ha battuto di pochi millesimi Alexander Albon. I piloti si sono lamentati per la difficoltà di trovare il giusto grip con la nuova costruzione degli pneumatici. La Ferrari ha chiuso col quinto e settimo tempo, ma sembra in maggiore difficoltà sulla prestazione di gara; ancora più attardate si sono piazzate le Mercedes, che hanno preferito utilizzare solo gomme a mescola media, e che sembrano soffrire di maggiore saltellamento della monoposto.
Prima dell'inizio della seconda sessione di prove libere del venerdì, la terza scatola del cambio e la terza trasmissione vengono installate sulla vettura di Lance Stroll. Il pilota canadese dell'Aston Martin non è penalizzato sulla griglia di partenza in quanto i nuovi componenti installati rientrano tra quelli utilizzabili nel numero massimo stabilito dal regolamento tecnico.
Nella sessione pomeridiana Verstappen ha confermato la sua velocità cogliendo ancora la migliore prestazione. In questo caso, però, alla sua prestazione si è avvicinato, a soli 22 millesimi, Carlos Sainz Jr.. L'altro pilota della Ferrari, Leclerc, non ha potuto, invece, prendere parte alla sessione, a causa di un problema di natura elettrica, non riparato per tempo. Al terzo posto della classifica si è confermato Albon; la Williams ha evidenziato la sua crescita di prestazione, confermata dal quinto tempo per Logan Sargeant. Nelle prime dieci posizioni si sono classificate vetture di sette costruttori differenti. Le Mercedes non sono, anche in questa sessione riuscite a emergere, ma hanno dimostrato maggiore competitività nella simulazione di gara.
La Red Bull Racing è stata multata di 100 euro da parte della Federazione in quanto Sergio Pérez ha superato il limite di velocità stabilito nella corsia dei box.
Durante le prime due sessioni di prove libere del venerdì, Yuki Tsunoda e Alexander Albon utilizzano l'assemblaggio di una trasmissione al di fuori dell'allocazione prevista secondo il regolamento tecnico. Entrambi i piloti non sono penalizzati sulla griglia di partenza in quanto tale operazione rientra tra quelle effettuabili nel numero massimo consentito dal regolamento tecnico.
Alla luce della posticipazione dell'inizio della seconda sessione di prove, vengono validati nuovi orari: per l'articolo 20.2 del regolamento sportivo, la riunione dei piloti si tiene alle ore 18:35 locali; per l'articolo 38.2a)i) le vetture devono essere coperte alle ore 20:05; per l'articolo 23.7h) il periodo limitato per lo svolgimento delle attività operative ha inizio alle ore 21:05.
Nella notte tra il venerdì e il sabato, la Ferrari utilizza uno dei due coprifuochi concessi durante la stagione per effettuare le operazioni sulle proprie vetture. La scuderia italiana non riceve sanzioni.
Prima dell'inizio della terza sessione di prove libere del sabato, sulla vettura di Charles Leclerc e Carlos Sainz Jr.. viene installata la terza unità relativa all'MGU-K. Entrambi i piloti della Ferrari non sono penalizzati sulla griglia di partenza in quanto i nuovi componenti installati rientrano tra quelli utilizzabili nel numero massimo stabilito dal regolamento tecnico. Sulla vettura di Max Verstappen e Pierre Gasly viene installata la quarta scatola del cambio e la terza trasmissione, e sulla vettura di Valtteri Bottas la terza unità degli stessi componenti. Tutti e tre i piloti non sono penalizzati sulla griglia di partenza in quanto i nuovi componenti installati rientrano tra quelli utilizzabili nel numero massimo stabilito dal regolamento tecnico.
Charles Leclerc, dopo aver saltato l'intero turno di prove del venerdì pomeriggio, risulta il più rapido della sessione del sabato. Alle sue spalle è salito Albon, mentre al terzo posto si è piazzato Fernando Alonso. La sessione, iniziata con pista asciutta, è stata poi colpita dalla pioggia, che non ha permesso ai piloti di migliorare i loro tempi. Leclerc ha provato a testare le gomme slick su posta umida, commettendo però alcuni errori, tra cui un testacoda. Le Red Bull Racing, protagoniste dei migliori tempi al venerdì, hanno colto l'ottavo e il quattordicesimo tempo, utilizzando la sessione per il test sulle gomme a mescola media. Verstappen è risultato, comunque, il più rapido, quando le vetture hanno montato gomme da bagnato intermedio.
Al termine della terza sessione di prove libere del sabato, la McLaren viene convocata dai commissari sportivi per un'infrazione occorsa sulla vettura del pilota britannico Lando Norris, avvenuta al termine della corsia dei box. La scuderia locale riceve un avvertimento e viene sanzionata di 1 000 euro da parte della Federazione.

### Risultati
Nella prima sessione del venerdì si è avuta questa situazione:
| Pos | Nº | Pilota          | Costruttore                | Tempo    | Gap    | Giri |
| --- | -- | --------------- | -------------------------- | -------- | ------ | ---- |
| 1   | 1  | Max Verstappen  | Red Bull Racing-Honda RBPT | 1'28"600 |        | 26   |
| 2   | 11 | Sergio Pérez    | Red Bull Racing-Honda RBPT | 1'29"048 | +0"448 | 22   |
| 3   | 23 | Alexander Albon | Williams-Mercedes          | 1'29"089 | +0"489 | 22   |

Nella seconda sessione del venerdì si è avuta questa situazione:
| Pos | Nº | Pilota           | Costruttore                | Tempo    | Gap    | Giri |
| --- | -- | ---------------- | -------------------------- | -------- | ------ | ---- |
| 1   | 1  | Max Verstappen   | Red Bull Racing-Honda RBPT | 1'28"078 |        | 27   |
| 2   | 55 | Carlos Sainz Jr. | Ferrari                    | 1'28"100 | +0"022 | 29   |
| 3   | 23 | Alexander Albon  | Williams-Mercedes          | 1'28"296 | +0"218 | 30   |

Nella sessione del sabato mattina si è avuta questa situazione:
| Pos | Nº | Pilota          | Costruttore                  | Tempo    | Gap    | Giri |
| --- | -- | --------------- | ---------------------------- | -------- | ------ | ---- |
| 1   | 16 | Charles Leclerc | Ferrari                      | 1'27"419 |        | 24   |
| 2   | 23 | Alexander Albon | Williams-Mercedes            | 1'27"592 | +0"173 | 14   |
| 3   | 14 | Fernando Alonso | Aston Martin Aramco-Mercedes | 1'27"784 | +0"365 | 17   |

## Qualifiche

### Resoconto
La pista si presenta umida, all'inizio delle qualifiche, con una pioggia debole che colpisce il tracciato; la maggior parte dei piloti opta, comunque, per entrare in pista con gomme slick, anche per anticipare l'arrivo di pioggia più persistente. La Ferrari, le Haas e Sargeant sono i soli a provare un giro con le gomme da bagnato intermedio, ma subito rientrano ai box per il cambio degli pneumatici. 
Lewis Hamilton commette un errore nel suo primo giro, finisce nella ghiaia, ma è capace di riprendere la pista. Il primo tempo di riferimento è per George Russell; lo battono prima Ocon, poi Verstappen. Sale terzo Piastri, davanti a Pérez. La pista sembra migliorare, tanto che Russell torna secondo, Bottas sale terzo e Zhou Guanyu è quinto. Nyck de Vries e Yuki Tsunoda piazzano le loro AlphaTauri al quinto e sesto posto; sale terzo Norris, mentre Sainz Jr. è quarto. Si migliorano anche Hamilton e Ocon, rientrando nei migliori dieci. Poco dopo entrano in questo gruppo anche le due Williams. Russell torna al comando (1'31"414), poi preceduto da Alonso (1'30"730). Verstappen batte lo.spagnolo per undici millesimi, mentre continua a faticare Sergio Pérez, che è solo dodicesimo. Anche le due Ferrari sono in posizione di classifica pericolosa, ma riescono a riportarsi nella parti alte della graduatoria. Poco dopo la pioggia inizia a cadere più copiosa sulla pista. Ai box, nel frattempo, De Vries viene rimandato in corsia al sopraggiungere di Piastri. Quando mancano poco più di tre minuti al termine della Q1 la sessione viene interrotta per la necessità di recuperare la monoposto di Kevin Magnussen, ferma alla Stowe, per un guasto meccanico. Nei box, intanto, Verstappen non controlla la sua vettura, all'uscita in corsia, colpisce il muretto e danneggia l'ala anteriore, ma può proseguire la sessione. Tutti, a eccezione di Magnussen, riprendono la pista, per un ultimo tentativo. La cessazione delle precipitazioni favorisce un miglioramento dei tempi. La classifica viene completamente rivoluzionata. Pérez, il primo a completare il giro, sale in vetta. Il suo tempo, però, viene rapidamente battuto: prima da Albon, poi da Lando Norris. Tutti i piloti migliorano i loro tempi, tanto che il messicano, al termine della prima fase, risulta eliminato. Con lui non passano il taglio Yuki Tsunoda, Zhou, De Vries e, ovviamente, Magnussen. Il caos, dovuto all'altro numero delle vetture in pista alla fine della Q1, fa sfiorare alcune collisioni, come tra Verstappen e Hamilton, e tra quest'ultimo ed Esteban Ocon. Bottas, nel giro di rientro, si ferma a bordo pista, e deve così abbandonare le qualifiche.
La Q2 inizia col sole; Alonso chiude il suo primo giro in 1'30"660, più alto di quello della prima fase. Leclerc si pone in vetta, battuto, a sua volta, da Norris. Il tempo del pilota della McLaren non viene, invece, battuto da Verstappen; il campione del mondo è preceduto anche da Pierre Gasly. Piastri conferma la velocità per il team britannico, col quarto tempo. Ritorna primo Alonso, avvicinato da Leclerc, secondo, e da Alexander Albon, che fa meglio del monegasco. Risale quarto Sainz Jr., mentre vengono cancellati alcuni tempi, a Stroll e a Logan Sargeant. Con 1'28"570 Verstappen si riappropria del miglior tempo. Poco dopo Oscar Piastri è capace di fare meglio del pilota della Red Bull Racing. Chi fa anche meglio dell'australiano è Lewis Hamilton (1'28"545). La lotta per il miglior tempo vede, in seguito, prevalere Norris (1'28"042); sale secondo Leclerc, battuto dal compagno di team Sainz Jr.. Riprende ancora la seconda posizione Albon, prima che Max Verstappen si insedi in vetta (1'27"702). Non passano alla Q3 Hülkenberg, Stroll, Ocon, Sargeant e Bottas, che, di fatto, non ha preso parte alla sessione.
Per la fase decisiva delle qualifiche la direzione di gara consente l'utilizzo del DRS: per il primo tentativo tutti i piloti, ad eccezione di Verstappen, utilizzano gomme già usate. Russell chiude il primo giro in 1'28"184, e Hamilton lo batte con 1'27"717. La Williams di Albon s'intercala tra le due Mercedes. L'arrivo di Verstappen porta il tempo da battere a 1'27"084. Piastri chiude col terzo rilievo cronometrico. Con gomme nuove Charles Leclerc batte il tempo di Verstappen nel primo settore, ed è ancora più rapido di un millesimo, nel secondo. Il ferrarista chiude secondo (1'27"136). Carlos Sainz Jr. è terzo, meglio di Russell, quarto. Leclerc verrà però battuto da Piastri e da Norris, che fa meglio di tutti, portandosi in pole position provvisoria (1'26"961). Il britannico vede sfumare questa opportunità con l'arrivo di Verstappen, che termina il giro in 1'26"720.
Il campione del mondo conquista la ventisettesima partenza al palo in carriera, la settima in stagione, nonché la quinta consecutiva del campionato, al decimo posto nella classifica di tutti i tempi per il maggior numero di pole position ottenute nella storia del mondiale. Per la Red Bull Racing è la novantesima partenza in prima posizione della storia e la nona del campionato, nonché la quinta complessiva nel Gran Premio di Gran Bretagna, la prima da quella ottenuta nell'edizione del 2011 con Mark Webber, spinta da propulsori Renault, col tradizionale formato delle qualifiche, e senza considerare la pole position ottenuta tramite la Qualifica Sprint proprio da Verstappen nell'edizione del 2021. Norris, secondo, ottiene la terza partenza in prima fila in carriera, mentre la terza posizione di Piastri rappresenta la miglior qualificazione in carriera per l'australiano. Sainz Jr., quinto, e autore della pole position nell'edizione precedente del 2022, è qualificato solamente 0"012 dietro il compagno di squadra Leclerc, quarto. Per Hamilton la settima posizione di qualificazione è la peggiore dall'ottava ottenuta nell'edizione del 2012 con la McLaren. Albon, ottavo, raggiunge il Q3 nelle ultime tre gare; l'ultimo pilota della Williams a qualificarsi per l'ultima fase per tre gare consecutive fu Felipe Massa tra la stagione 2016 e 2017. Alonso è qualificato al Q2 per soli 0"019, ma la nona posizione di qualificazione è la più bassa del campionato. Hülkenberg ha sopravanzato il compagno di scuderia Magnussen per 8-2 in qualifica durante la stagione, ma il tedesco manca l'accesso al Q3 per la quarta consecutiva per una sola posizione, qualificandosi undicesimo. Prima della giornata di sabato, Stroll aveva fatto meglio di Alonso in qualifica nelle ultime tre gare, ma la sua posizione di qualificazione, la tredicesima, testimonia che non raggiunge il Q3 sul circuito di Silverstone per la terza volta di fila, mentre Ocon non raggiunge l'ultima fase nelle sue ultime quattro apparizioni sul circuito britannico. Sargeant è qualificato al Q2 per la seconda volta in carriera. La quindicesima posizione di qualificazione di Bottas è il peggior risultato a Silverstone dal diciassettesimo posto nell'edizione del 2013, nella stagione del debutto nella categoria con la Williams. Magnussen non riesce a superare il taglio della Q1 sul circuito britannico nelle sue ultime cinque apparizioni. La quinta pole position consecutiva per Verstappen è la striscia più lunga di qualificazione in prima posizione della sua carriera. L'olandese è nel gruppo di piloti artefici della quarta serie diversa di pole position consecutive. Verstappen ottiene la cinquantesima partenza in prima fila nella centocinquantesima partenza con la Red Bull Racing. Pérez non è qualificato al Q3 per la quinta gara consecutiva, e viene eliminato in Q1 per la terza volta in campionato. Il messicano stabilisce il record, per un pilota della Red Bull Racing, di eliminazioni in Q3 consecutive. Il precedente primato apparteneva al britannico David Coulthard. La McLaren presenta una vettura qualificata in prima fila a Silverstone per la prima volta dalla pole position ottenuta da Heikki Kovalainen nell'edizione del 2008. Entrambe le vetture della scuderia di Woking partono nei primi tre posti per la prima volta dal Gran Premio d'Italia 2021, dove la scuderia ottenne una doppietta con la vittoria di Daniel Ricciardo seguito da Norris. Russell è qualificato davanti a Hamilton per la prima volta nelle ultime cinque gare. I piloti della Mercedes sono a parimerito, 5-5, nel duello testa a testa in qualifica. Entrambe le AlphaTauri sono eliminate in Q1 per la terza gara di fila. Nella precedente edizione, Zhou raggiunse il Q3 prima dell'incidente nel corso del primo giro dove fu costretto al ritiro, che portò alla sospensione momentanea della gara, mentre in questa occasione è eliminato nella prima fase.
Sono stati cancellati tredici tempi dai commissari sportivi ai piloti per non aver rispettato i limiti della pista, durante le qualifiche. Si sono visti cancellare il tempo tre volte Logan Sargeant (due volte alla curva 15 e una volta alla curva 9), due volte Lando Norris (entrambe le volte alla curva 15), una volta Lewis Hamilton, Nyck de Vries, Max Verstappen, Carlos Sainz Jr., Oscar Piastri, Nico Hulkenberg, Alexander Albon e Lance Stroll (tutti alla curva 15).
Al termine delle qualifiche, l'AlphaTauri viene convocata dai commissari sportivi in quanto Nyck de Vries è stato rilasciato dalla propria piazzola dentro la corsia dei box in condizioni non sicure, durante la Q1. La scuderia italiana viene sanzionata di 5 000 euro da parte della Federazione. Zhou Guanyu e Esteban Ocon vengono convocati in quanto il pilota cinese ha ostacolato quello francese alla curva 11, sempre nel corso della Q1. Zhou non riceve sanzioni. Durante le verifiche tecniche, non è stato possibile estrarre un litro di carburante dalla vettura di Valtteri Bottas, secondo quanto previsto dal regolamento. Il pilota finlandese dell'Alfa Romeo viene convocato dai commissari sportivi. Bottas, qualificatosi in quindicesima posizione, viene squalificato. Egli è autorizzato a partecipare alla gara sotto la discrezione dei commissari sportivi, dall'ultima posizione.

### Risultati
Nella sessione di qualifica si è avuta questa situazione:
| Pos                         | Nº | Pilota           | Costruttore                  | Q1       | Q2          | Q3       | Griglia |
| --------------------------- | -- | ---------------- | ---------------------------- | -------- | ----------- | -------- | ------- |
| 1                           | 1  | Max Verstappen   | Red Bull Racing-Honda RBPT   | 1'29"248 | 1'27"702    | 1'26"720 | 1       |
| 2                           | 4  | Lando Norris     | McLaren-Mercedes             | 1'28"917 | 1'28"042    | 1'26"961 | 2       |
| 3                           | 81 | Oscar Piastri    | McLaren-Mercedes             | 1'29"874 | 1'27"845    | 1'27"092 | 3       |
| 4                           | 16 | Charles Leclerc  | Ferrari                      | 1'29"143 | 1'28"361    | 1'27"136 | 4       |
| 5                           | 55 | Carlos Sainz Jr. | Ferrari                      | 1'29"865 | 1'28"265    | 1'27"148 | 5       |
| 6                           | 63 | George Russell   | Mercedes                     | 1'29"412 | 1'28"782    | 1'27"155 | 6       |
| 7                           | 44 | Lewis Hamilton   | Mercedes                     | 1'29"415 | 1'28"545    | 1'27"211 | 7       |
| 8                           | 23 | Alexander Albon  | Williams-Mercedes            | 1'29"466 | 1'28"067    | 1'27"530 | 8       |
| 9                           | 14 | Fernando Alonso  | Aston Martin Aramco-Mercedes | 1'29"949 | 1'28"368    | 1'27"659 | 9       |
| 10                          | 10 | Pierre Gasly     | Alpine-Renault               | 1'29"533 | 1'28"751    | 1'27"689 | 10      |
| 11                          | 27 | Nico Hülkenberg  | Haas-Ferrari                 | 1'29"603 | 1'28"896    | N.D.     | 11      |
| 12                          | 18 | Lance Stroll     | Aston Martin Aramco-Mercedes | 1'29"448 | 1'28"935    | N.D.     | 12      |
| 13                          | 31 | Esteban Ocon     | Alpine-Renault               | 1'29"700 | 1'28"956    | N.D.     | 13      |
| 14                          | 2  | Logan Sargeant   | Williams-Mercedes            | 1'29"873 | 1'29"031    | N.D.     | 14      |
| 15                          | 11 | Sergio Pérez     | Red Bull Racing-Honda RBPT   | 1'29"968 | N.D.        | N.D.     | 15      |
| 16                          | 22 | Yuki Tsunoda     | AlphaTauri-Honda RBPT        | 1'30"025 | N.D.        | N.D.     | 16      |
| 17                          | 24 | Zhou Guanyu      | Alfa Romeo-Ferrari           | 1'30"123 | N.D.        | N.D.     | 17      |
| 18                          | 21 | Nyck de Vries    | AlphaTauri-Honda RBPT        | 1'30"513 | N.D.        | N.D.     | 18      |
| 19                          | 20 | Kevin Magnussen  | Haas-Ferrari                 | 1'32"378 | N.D.        | N.D.     | 19      |
| SQ                          | 77 | Valtteri Bottas  | Alfa Romeo-Ferrari           | 1'29"798 | senza tempo | N.D.     | 20      |
| Tempo limite 107%: 1'35"141 |    |                  |                              |          |             |          |         |

In grassetto sono indicate le migliori prestazioni in Q1, Q2 e Q3.

## Gara

### Resoconto
Al via Lando Norris sorprende Verstappen, e s'installa al comando; anche l'altra McLaren, quella di Piastri, cerca di attaccare il campione del mondo, ma senza esito. Alle spalle del terzetto di testa si pone Leclerc, seguito da Russell, Sainz Jr., Alonso e Hamilton. Il britannico rimane al comando per cinque giri, prima di essere superato dal pilota della Red Bull Racing. Più dietro Russell mette pressione a Leclerc, mentre Hamilton sfida Alonso. Questa lotta si decide al settimo giro, quando la Mercedes passa l'Aston Martin. Per qualche giro Norris sembra poter seguire da vicino Verstappen ma, in seguito, il margine diventa più ampio.
Al diciannovesimo giro Charles Leclerc passa ai box, per montare gomme hard; il monegasco, partito con gomme a mescola media, si è fermato molto prima del suo avversario diretto, Russell, che corre con pneumatici a mescola morbida. Il britannico attenderà il ventinovesimo giro per fermarsi, e passare alle coperture medie. Rientra in gara alle spalle del monegasco. Un paio di giri prima si era fermato anche Carlos Sainz Jr.. Al trentesimo giro si ferma Oscar Piastri, mentre, due giri dopo, George Russell supera Leclerc. 
La classifica vede sempre in vetta Verstappen, che precede Norris, Hamilton, Alonso, Piastri, Albon e Russell. Poco dopo Kevin Magnussen è costretto ad abbandonare in pista la sua Haas, per un guasto al motore: la direzione di gara prima decide per il regime di virtual safety car, poi invia in pista la vettura di sicurezza. C'è la necessità, oltre di evacuare la monoposto, anche di ripulire il tracciato dal liquido perso dal motore della vettura del danese. Verstappen, Hamilton e Alonso ne approfittano per passare alle gomme soft. Al termine del periodo alle spalle della safety car la gara è sempre comandata da Max Verstappen, davanti a Norris, Hamilton, Piastri, Russell, Alonso, Sainz Jr., Pérez e Albon. Per qualche giro Hamilton attacca il connazionale, su gomme hard, che riesce, però, a difendere la sua seconda posizione. Più dietro Sainz Jr. viene passato da Sergio Pérez, al quarantatreesimo giro. In seguito lo spagnolo cede anche ad Alexander Albon e a Leclerc. Sainz Jr. viene superato anche da Pierre Gasly, ma è comunque capace di ripassare il pilota francese. In seguito il pilota dell'Alpine è costretto all'abbandono. Al quarantaseiesimo passaggio Pérez passa Alonso, per la sesta posizione.
Max Verstappen vince il quarantatreesimo Gran Premio in carriera, l'ottava gara in stagione, la sesta consecutiva, nonché il primo successo nel Gran Premio di Gran Bretagna, nel ventiseiesimo Gran Premio differente, il secondo sul circuito di Silverstone dopo il trionfo nel Gran Premio del 70º Anniversario della stagione 2020. Per la Red Bull Racing è la decima vittoria consecutiva in stagione su altrettante gare, la centoduesima della propria storia e la quarta complessiva nel Gran Premio britannico, per la prima volta dall'edizione del 2012 con Mark Webber, spinta da propulsori Renault. La seconda posizione di Norris, al primo podio in stagione, rappresenta il primo per la McLaren sul circuito di Silverstone dalla seconda posizione ottenuta da Hamilton nell'edizione del 2010. Per Norris e il costruttore inglese è il primo podio da quello ottenuto nel Gran Premio dell'Emilia-Romagna 2022. La seconda posizione di Norris è il suo primo podio in assoluto in un Gran Premio di Gran Bretagna. Il britannico eguaglia il miglior risultato in carriera ottenuto nel Gran Premio d'Italia 2021. Hamilton, terzo, e al quarto podio del campionato, ottiene il quattordicesimo podio sul circuito di Silverstone, estendendo il record di tutti i tempi che già detiene per un singolo circuito. Piastri ottiene il quarto posto, senza aver terminato più in alto dell'ottavo posto in nessuna gara precedente in stagione, nel miglior risultato in carriera durante solamente il decimo Gran Premio nella massima categoria. Russell, quinto, ottiene punti nel Gran Premio di casa per la prima volta in carriera, mentre Pérez termina sesto dopo essere partito quindicesimo. Alonso, settimo, ottiene punti per la decima gara di fila, mentre l'ottava posizione di Albon rappresenta il miglior risultato per la Williams nella gara di casa da quella dell'edizione del 2015, nel quale Felipe Massa terminò quarto e Valtteri Bottas quinto. La scuderia di Grove balza al settimo posto in classifica costruttori. Leclerc termina nono ed è la prima volta che il monegasco termina fuori le prime quattro posizioni a Silverstone nelle ultime sei partecipazioni. Il compagno di scuderia Sainz Jr. chiude decimo; lo spagnolo non ha ottenuto punti solamente una volta in stagione, la dodicesima posizione del Gran Premio d'Australia, arrivata a causa di una penalità, senza aver ancora terminato a podio in campionato. Sargeant conquista l'undicesima posizione, al suo miglior risultato in carriera. Bottas termina dodicesimo dopo essere partito ultimo. Per Max Verstappen, che ha terminato tutte le gare del campionato al primo o secondo posto, è l'ottavo hat trick (pole position, giro veloce e vittoria), dopo il precedente Gran Premio d'Austria, in carriera in Formula 1, eguagliando Alain Prost e Sebastian Vettel, al quinto posto nella classifica di tutti i tempi. L'olandese eguaglia il record di Michael Schumacher di sei vittorie consecutive ottenute dal tedesco dal Gran Premio d'Italia 2000 al Gran Premio della Malesia 2001, e diventa solamente il quinto pilota differente nella storia della categoria ad aver vinto sei gare di fila, dopo Alberto Ascari, Schumacher, vittorioso per due volte di sei gare consecutive, Sebastian Vettel e Nico Rosberg. Per il leader della classifica piloti è stata la ventinovesima gara consecutiva portata al traguardo, la striscia più lunga per un pilota della Red Bull Racing, eguagliando Daniel Ricciardo con la striscia messa a segno dal Gran Premio d'Italia 2015 al Gran Premio di Abu Dhabi 2016. Il campione del mondo segna undici podi consecutivi, a parimerito con Vettel, autore per due volte della conquista di undici podi di fila, per la quarta striscia più lunga nella storia del mondiale. Verstappen condivide con Hamilton il podio per la cinquantasettesima volta, stabilendo il record nella storia della categoria del maggior numero dei podi condivisi da due stessi piloti. La Red Bull Racing vince dieci gare consecutive dall'inizio del campionato ed eguaglia la striscia record della McLaren di undici vittorie di fila della stagione 1988, considerando il trionfo per il costruttore austriaco nell'ultima gara del campionato precedente. Nelle sessioni ufficiali durante il weekend di gara il tempo più veloce è sempre stato appannaggio di Verstappen, tranne che per la terza sessione di prove libere e per la Q1, in cui i più rapidi sono risultati, rispettivamente, Leclerc e Norris. L'olandese è risultato il più veloce nelle prime due sessioni di prove libere, in Q2 e in Q3, cui è valsa la pole position, oltre a vincere il Gran Premio segnando il giro veloce. La McLaren è il sesto costruttore differente a terminare sul podio, più di metà griglia delle squadre partecipanti al campionato. Norris è nominato il pilota del giorno per la seconda gara consecutiva con la percentuale di voti più alta, 45%, da quella ottenuta da Alonso nel Gran Premio del Bahrein, gara inaugurale, con il 53%. La McLaren, che termina il Gran Premio in seconda e quarta posizione, non aveva completato un singolo giro nelle prime cinque posizioni in questa stagione fino al precedente Gran Premio d'Austria; essa supera l'Alpine per il quinto posto nella classifica costruttori. La scuderia francese termina una striscia di cinque gare consecutive con almeno una vettura a punti. La scuderia di Woking ottiene più punti in questo appuntamento, 30, che nel resto complessivo della stagione, con 29. Due piloti britannici terminato a podio nel Gran Premio di casa per la prima volta dall'edizione del 1999 in cui David Coulthard vinse la gara preceduto da Eddie Irvine. Verstappen ha un vantaggio di 99 punti sul compagno di scuderia Pérez, il quale distacco sarebbe sufficiente per guidare da solo il campionato costruttori.
Sono stati cancellati sedici tempi dai commissari sportivi ai piloti per non aver rispettato i limiti della pista, durante la gara. Si sono visti cancellare il tempo tre volte Lance Stroll (tutte le volte alla curva 15), Lando Norris (due volte alla curva 15 e una volta alla curva 9) e George Russell (due volte alla curva 15 e una volta alla curva 9), due volte Kevin Magnussen (una volta alla curva 9 e una volta alla curva 15), una volta Nico Hülkenberg (alla curva 15), Alexander Albon (alla curva 15), Nyck de Vries (alla curva 15), Logan Sargeant (alla curva 9) e Sergio Pérez (alla curva 15).

### Risultati
I risultati del Gran Premio sono i seguenti:
| Pos | Nº | Pilota           | Costruttore                  | Giri | Tempo/Ritiro       | Griglia | Punti |
| --- | -- | ---------------- | ---------------------------- | ---- | ------------------ | ------- | ----- |
| 1   | 1  | Max Verstappen   | Red Bull Racing-Honda RBPT   | 52   | 1h25'16"938        | 1       | 26    |
| 2   | 4  | Lando Norris     | McLaren-Mercedes             | 52   | +3"798             | 2       | 18    |
| 3   | 44 | Lewis Hamilton   | Mercedes                     | 52   | +6"783             | 7       | 15    |
| 4   | 81 | Oscar Piastri    | McLaren-Mercedes             | 52   | +7"776             | 3       | 12    |
| 5   | 63 | George Russell   | Mercedes                     | 52   | +11"206            | 6       | 10    |
| 6   | 11 | Sergio Pérez     | Red Bull Racing-Honda RBPT   | 52   | +12"882            | 15      | 8     |
| 7   | 14 | Fernando Alonso  | Aston Martin Aramco-Mercedes | 52   | +17"193            | 9       | 6     |
| 8   | 23 | Alexander Albon  | Williams-Mercedes            | 52   | +17"878            | 8       | 4     |
| 9   | 16 | Charles Leclerc  | Ferrari                      | 52   | +18"689            | 4       | 2     |
| 10  | 55 | Carlos Sainz Jr. | Ferrari                      | 52   | +19"448            | 5       | 1     |
| 11  | 2  | Logan Sargeant   | Williams-Mercedes            | 52   | +23"632            | 14      |       |
| 12  | 77 | Valtteri Bottas  | Alfa Romeo-Ferrari           | 52   | +25"830            | 20      |       |
| 13  | 27 | Nico Hülkenberg  | Haas-Ferrari                 | 52   | +26"663            | 11      |       |
| 14  | 18 | Lance Stroll     | Aston Martin Aramco-Mercedes | 52   | +27"483            | 12      |       |
| 15  | 24 | Zhou Guanyu      | Alfa Romeo-Ferrari           | 52   | +29"820            | 17      |       |
| 16  | 22 | Yuki Tsunoda     | AlphaTauri-Honda RBPT        | 52   | +31"225            | 16      |       |
| 17  | 21 | Nyck de Vries    | AlphaTauri-Honda RBPT        | 52   | +33"128            | 18      |       |
| 18  | 10 | Pierre Gasly     | Alpine-Renault               | 46   | Danni da incidente | 10      |       |
| Rit | 20 | Kevin Magnussen  | Haas-Ferrari                 | 31   | Motore             | 19      |       |
| Rit | 31 | Esteban Ocon     | Alpine-Renault               | 9    | Perdita d'olio     | 13      |       |

Max Verstappen riceve un punto addizionale per aver segnato il giro più veloce della gara.

## Classifiche mondiali

### Piloti
| Pos | Pilota           | Punti |
| --- | ---------------- | ----- |
| 1   | Max Verstappen   | 255   |
| 2   | Sergio Pérez     | 156   |
| 3   | Fernando Alonso  | 137   |
| 4   | Lewis Hamilton   | 121   |
| 5   | Carlos Sainz Jr. | 83    |
| 6   | George Russell   | 82    |
| 7   | Charles Leclerc  | 74    |
| 8   | Lance Stroll     | 44    |
| 9   | Lando Norris     | 42    |
| 10  | Esteban Ocon     | 31    |
| 11  | Oscar Piastri    | 17    |
| 12  | Pierre Gasly     | 16    |
| 13  | Alexander Albon  | 11    |
| 14  | Nico Hülkenberg  | 9     |
| 15  | Valtteri Bottas  | 5     |
| 16  | Zhou Guanyu      | 4     |
| 17  | Yuki Tsunoda     | 2     |
| 18  | Kevin Magnussen  | 2     |

### Costruttori
| Pos | Costruttore                  | Punti |
| --- | ---------------------------- | ----- |
| 1   | Red Bull Racing-Honda RBPT   | 411   |
| 2   | Mercedes                     | 203   |
| 3   | Aston Martin Aramco-Mercedes | 181   |
| 4   | Ferrari                      | 157   |
| 5   | McLaren-Mercedes             | 59    |
| 6   | Alpine-Renault               | 47    |
| 7   | Williams-Mercedes            | 11    |
| 8   | Haas-Ferrari                 | 11    |
| 9   | Alfa Romeo-Ferrari           | 9     |
| 10  | AlphaTauri-Honda RBPT        | 2     |